# Stare Mursy
Stare Mursy – wieś w Polsce położona w województwie mazowieckim, w powiecie sokołowskim, w gminie Sterdyń. Ma status sołectwa. Obok miejscowości przepływa rzeczka Buczynka, dopływ Bugu.
| SIMC    | Nazwa               | Rodzaj    |
| ------- | ------------------- | --------- |
| 0690750 | Stare Mursy-Kolonia | część wsi |

W latach 1975–1998 miejscowość administracyjnie należała do województwa siedleckiego.
Mieszkańcy wyznania rzymskokatolickiego należą do parafii św. Anny w Sterdyni.